# Singles 1999-2006
「Singles 1999-2006」（シングルス1999-2006）は、坂本サトルのベストアルバム。

## 収録曲
1. 天使達の歌
2. 最後に咲く花
3. Happy Birthday
4. 別れの時
5. サヨナラ
6. 木蘭の涙
7. 矛盾の中で生きてる
8. ドライブ
9. 明日の色 (for collector version)
10. 愛の言葉
11. 夜空に咲いた花
12. Jolly (for collector version)
13. Hands Story のテーマ (ボーナストラック)